# News Corporation
Њуз корпорејшон (енгл. News Corporation или News Corp) (NYSE: NWS) је једна од највећих светских медијских конгломерата. Директор компаније је Руперт Мердок, утицајан и контроверзан бизнисмен.